# Нуреддін Найбет
Нуреддін Найбет (араб. نور الدين نيبت‎, нар. 10 лютого 1970, Касабланка) — марокканський футболіст, що грав на позиції захисника.
Виступав, зокрема, за клуб «Депортіво», а також національну збірну Марокко, за яку провів рекордні 115 матчів.
Чемпіон Іспанії. Володар Кубка Іспанії.

## Клубна кар'єра
У дорослому футболі дебютував 1989 року виступами за команду клубу «Відад» (Касабланка), в якій провів чотири сезони.
Згодом з 1993 по 1996 рік грав у складі команд клубів «Нант» та «Спортінг».
Своєю грою за останню команду привернув увагу представників тренерського штабу клубу «Депортіво», до складу якого приєднався 1996 року. Відіграв за клуб з Ла-Коруньї наступні вісім сезонів ігрової кар'єри. Більшість часу, проведеного у складі «Депортіво», був основним гравцем захисту команди.
Завершив професійну ігрову кар'єру у клубі «Тоттенгем Готспур», за команду якого виступав протягом 2004—2006 років.

## Виступи за збірну
1990 року дебютував в офіційних матчах у складі національної збірної Марокко. Протягом кар'єри у національній команді, яка тривала сімнадцять років, провів у формі головної команди країни 115 матчів, забивши 2 голи.
У складі збірної був учасником Кубка африканських націй 1992 року в Сенегалі, чемпіонату світу 1994 року у США, чемпіонату світу 1998 року у Франції, Кубка африканських націй 1998 року в Буркіна Фасо, Кубка африканських націй 2000 року в Гані та Нігерії, Кубка африканських націй 2002 року в Малі, Кубка африканських націй 2004 року в Тунісі та Кубка африканських націй 2006 року в Єгипті.

## Досягнення
- Чемпіон Марокко (3):

«Відад»: 1990, 1991, 1993
- Переможець Ліги чемпіонів КАФ (1):

«Відад»: 1992
- Володар Кубка Португалії (1):

«Спортінг»:  1994–95
- Володар Суперкубка Португалії (1):

«Спортінг»:  1995
- Чемпіон Іспанії (1):

«Депортіво»:  1999–00
- Володар Кубка Іспанії (1):

«Депортіво»:  2001–02
- Володар Суперкубка Іспанії (2):

«Депортіво»: 2000, 2002
- Срібний призер Кубка африканських націй: 2004